# Santibáñez de Vidriales (kommunhuvudort)
Santibáñez de Vidriales är en kommunhuvudort i Spanien.   Den ligger i provinsen Provincia de Zamora och regionen Kastilien och Leon, i den nordvästra delen av landet, 260 km nordväst om huvudstaden Madrid. Santibáñez de Vidriales ligger 745 meter över havet och antalet invånare är 1 251.
Terrängen runt Santibáñez de Vidriales är platt. Runt Santibáñez de Vidriales är det glesbefolkat, med 12 invånare per kvadratkilometer. Santibáñez de Vidriales är det största samhället i trakten. Trakten runt Santibáñez de Vidriales består till största delen av jordbruksmark.